# Jon Ødegaard
Jon Ødegaard (ur. 25 maja 1937 w Revagen, zm. luty 2002) – norweski żużlowiec, występujący również na długim torze.

## Życiorys
Wielokrotny reprezentant Norwegii. Specjalizował się w wyścigach na długim torze. Pięciokrotny finalista indywidualnych mistrzostw świata na długim torze (1971 – XV miejsce, 1972 – III miejsce, 1973 – XVI miejsce, 1974 – VIII miejsce i 1976 – rezerwowy) i siedmiokrotny finalista indywidualnych mistrzostw Europy na długim torze (Scheeßel 1967 – VII miejsce, Seinäjoki 1965 – IV miejsce, Mühldorf 1966 – III miejsce, Scheeßel 1967 – III miejsce, Mühldorf 1968 – IX miejsce, Oslo 1969 – II miejsce i Scheeßel 1970 – I miejsce).
Siedmiokrotny złoty medalista (1964–1965, 1970–1971, 1973–1974 i 1976) indywidualnych mistrzostw Norwegii na długim torze. Brązowy medalista indywidualnych mistrzostw Norwegii w 1962 roku.
Startował w lidze angielskiej w barwach klubu Swindon Robins.

## Przynależność klubowa
Wielka Brytania
- Swindon Robins (1969)